# تيوللو أويل
تيوللو أويل هي شركة متعددة الجنسيات لاستكشاف النفط والغاز تأسست في تيوللو، أيرلندا ومقرها في لندن، المملكة المتحدة.

## روابط خارجية
- الموقع الرسمي